# Gerarda Doyer
Gerarda Doyer, eigenlijk Gerarda Jacoba Klaver-Doijer, (Deventer, 4 mei 1864 – Borgele, 6 december 1915) was een Nederlands schilder en tekenaar.

## Leven en werk
Gerarda Doyer, Da of Daatje voor intimi, was een dochter van Dirk Anton Doijer en Helena Clara Yntema. Haar vader was eigenaar van een groothandel in Engelse wollen herenstoffen en gemeenteraadslid in Deventer. Ze bezocht de hbs in Deventer en volgde tekenlessen. Ze werd opgeleid aan de Rijksnormaalschool voor Teekenonderwijzers (1891-1892) in Amsterdam. Ten tijde van haar studie werkte ze op het atelier van Gerrit Willem Dijsselhof. Doijer volgde de avondcursus bij August Allebé, op diens advies liet ze zich begeleiden door Maurits van der Valk.  Doijer had in Amsterdam een actief leven, ze schilderde en tekende, bezocht concerten en tentoonstellingen en bezocht samen met haar nicht Saar de Swart het atelier van George Breitner. Ze keerde terug naar Deventer. In 1896 behaalde ze de lo-akte handtekenen. Het jaar erop overleed haar vader en erfde ze een flink bedrag.
In 1898 trouwde Doyer met de schilder Luite Klaver (1870-1960), die ze op de Rijksnormaalschool had leren kennen en bij Van der Valk opnieuw tegenkwam. Hun dochter Clara kreeg onder de naam Clare Lennart bekendheid als schrijfster. In 1899 kochten ze het landhuis De Ekelenburg onder Oldebroek, waar Klaver een kwekerij begon. In 1909 ging de zaak failliet en verhuisde het gezin naar Epe. Doyer, die al langer was geïnteresseerd in het het vrouwenkiesrecht, was een jaar later betrokken bij de oprichting van de Eper afdeling van de Nederlandsche Bond voor Vrouwenkiesrecht, waarvan zij tweede secretaresse werd. In 1912 werd ze de plaatselijke propagandiste
Gerarda Doyer overleed op 51-jarige leeftijd. In de Collectie Overijssel worden dagboekfragmenten van haar bewaard.
- RKD-Nederlands Instituut voor Kunstgeschiedenis: 372388